# عشق سال‌های جنگ
عشق سال‌های جنگ یک مجموعه تلویزیونی محصول سال ۱۳۸۰ به کارگردانی علی بهادر،  می‌باشد که از شبکه سه پخش شد. این مجموعه در ۱۳ قسمت ۴۵ دقیقه‌ای تهیه شد. این فیلم بر اساس رمانی به همین نام نوشته حسین فتاحی ساخته شده است.

## بازیگران
- جعفر دهقان
- محمد ابهری
- حسین محب‌اهری
- محسن قاضی‌مرادی
- پرستو صالحی در نقش نرگس
- سید جلال طباطبایی
- سیامک اشعریون
- مینا نوروزی
- فرهاد جم در نقش حمید
- مجید مشیری در نقش دکتر اردلان
- بهمن دان
- رضا صفایی‌پور
- عاطفه حیدرزاده
- مهدی صبایی
- اسماعیل سلطانیان
- زهرا سعیدی
- شهرزاد صفوی
- فریدون کشن فلاح
- اندیشه فولادوند
- فرحناز منافی ظاهر
- مهوش وقاری
- نسرین خسروانی
- هومن برق نورد
- حمید حاج بابایی
- رامتین روزبهان
- خدیجه علیپور
- حسین افشار
- غلامرضا عارف نژاد
- سیروس اعوانی
- اعظم قنبری
- ابراهیم بصیرت
- فرج مولایی
- مسعود فرهادی کیا
- سیدجلال طباطبایی
- حسین بخشی پور
- مجتبی بیطرفان
- علیرضا قنبری کردیجانی
- طیب مرادی
- وحید هاشم خانی
- نیلوفر دوستی
- مهناز طالبی
- دانش کریمی
- کامبیز خیامی
- رحمت اله شکرخنده
- جعفر گشتاسبی
- محسن جهانبانی
- محمد افشار
- محسن صباحی
- مجتبی صباحی
- روح‌انگیز شکورزاده
- زهرا قمرودی
- حمیدرضا سلطانیان
- محمد زحمتکش
- فرنوش رضایی
- فرشته مصطفایی
- محمدرضا خالص عراقی
- پرویز سلیمانی